# Vaugirard (metrostation)
Vaugirard is een station van de metro in Parijs langs metrolijn 12 in het 15de arrondissement.
Het station kreeg als ondernaam Adolphe Chérioux, naar een lokale verkozene, toen de place de Vaugirard, die hier langs de rue de Vaugirard ligt, zijn naam kreeg.
Mairie d'Aubervilliers · Aimé Césaire · Front Populaire · Porte de la Chapelle · Marx Dormoy · Marcadet - Poissonniers · Jules Joffrin · Lamarck - Caulaincourt · Abbesses (metrostation) · Pigalle · Saint-Georges · Notre-Dame-de-Lorette · Trinité - d'Estienne d'Orves · Saint-Lazare · Madeleine · Concorde · Assemblée nationale · Solférino · Rue du Bac · Sèvres - Babylone · Rennes · Notre-Dame-des-Champs · Montparnasse - Bienvenüe · Falguière · Pasteur · Volontaires · Vaugirard · Convention · Porte de Versailles · Corentin Celton · Mairie d'Issy
- Virtual International Authority File: 7120148451586215970007